# Uniondale (New York)
Uniondale ist ein Vorort von New York City (Vereinigte Staaten) auf der Insel Long Island. Uniondale gehört als Weiler und Census-designated place zur Stadt Town of Hempstead im Nassau County (New York) und hatte zur Volkszählung 2010 24.759 Einwohner.
Mitchel Field mit dem Campus der Hofstra University und dem Nassau Veterans Memorial Coliseum wird teilweise als zu Uniondale zugehörig bezeichnet, liegt jedoch größtenteils im benachbarten Hamlet East Garden City.

## Persönlichkeiten
- Christopher Borzor (* 1999), haitianischer Sprinter